# Spencer's Mountain
Spencer's Mountain (bra Os Nove Irmãos) é um filme de drama estadunidense de 1963, escrito, dirigido e produzido por Delmer Daves para a Warner Bros., baseado no romance homônimo de Earl Hamner, Jr..
Estrelam o filme Henry Fonda e Maureen O'Hara , além de aparições, em início de carreira, de James MacArthur, Veronica Cartwright e Victor French. O veterano ator de Hollywood Donald Crisp interpreta o "avô" em seu último papel.[carece de fontes?]

## Elenco
- Henry Fonda...Clay Spencer
- Maureen O'Hara...Olivia Spencer
- James MacArthur...Clayboy Spencer
- Donald Crisp...Avô Spencer
- Wally Cox...Pastor Goodman
- Mimsy Farmer...Claris Coleman
- Virginia Gregg...Senhorita Parker
- Lillian Bronson...Avó Spencer
- Whit Bissell...Dr. Campbell
- Hayden Rorke...Coronel Coleman
- Kathy Bennett...Minnie-Cora Cook
- Dub Taylor...Percy Cook
- Hope Summers...Mãe Ida
- Ken Mayer...Senhor John
- Veronica Cartwright...Becky Spencer
- Kym Karath...Pattie-Cake Spencer
- Barbara McNair...Cantora da formatura

## Sinopse
A família Spencer vive numa montanha na região do Grand Teton no Wyoming em data indeterminada (o carro usado pelo pastor é um modelo dos anos de 1940). Clay Spencer é o marido dedicado e mora com a esposa, os pais e nove filhos numa antiga casa, sem luz elétrica, telefone, carro próprio ou cavalo. Ele trabalha numa pedreira, assim como todos seus oito irmãos, e sonha em construir uma nova casa, além de não gostar de ir à igreja. Seu filho mais velho Clayboy namora com Claris e deseja ir para a faculdade e é apoiado pela família, pela professora e pelo novo pastor, Goodman. Mas todos terão que fazer ainda grandes sacrifícios para que Clayboy consiga se formar no colégio e frequentar a faculdade.[carece de fontes?]

## Produção
O romance e o filme foram a base para o popular programa de TV The Waltons, que estreou em 1972.[carece de fontes?] Diferente de ambos, contudo, a série trazia muitos temas adultos tais como alcoolismo e infidelidade. Spencer's Mountain foi o segundo dos três filmes que Henry Fonda e Maureen O'Hara atuaram juntos.[carece de fontes?] Vinte anos antes eles contracenariam no drama de guerra Immortal Sergeant (1943) e, dez anos depois, logo após Spencer's Mountain, atuariam juntos no telefilme The Red Pony, de 1973.[carece de fontes?]
Spencer's Mountain se passa no majestoso cenário do Tenton Range no Wyoming, com fotografia do  cinegrafista Charles Lawton em Panavision e Technicolor.[carece de fontes?] As filmagens ocorreram nas proximidades de Jackson e na capela da Transfiguração; já o livro e a série se passam nos Montes Apalaches, na Virgínia[carece de fontes?]. Hamner revelou em 1963 que Daves queria montanhas mais imponentes para enfatizar o isolamento e a luta dos personagens com o ambiente.
A crítica de cinema Judith Crist escreveu no The New York Herald Tribune sobre o filme (tradução livre) "pura lascívia e moralidade pervertida" e acrescenta "isto faz os shows de nudez do Rialto (em  Manhattan) parecerem produções de Walt Disney ".